# Notholaena jaliscana
Notholaena jaliscana là một loài thực vật có mạch trong họ Adiantaceae. Loài này được Yatsk. & A.L. Arbeláez A. mô tả khoa học đầu tiên năm 2008.